# FK Jetyssou Taldykourgan
Maillots
Actualités
Le Jetyssou Taldykourgan Fýtbol Klýby (en kazakh : Жетісу Талдықорған футбол клубы, transcription littérale en français : Jetissou Taldyqorghane Foûtbol Kloûby), plus couramment abrégé en Jetyssou Taldykourgan, est un club kazakh de football fondé en 1981 et basé dans la ville de Taldykourgan.

## Historique
- 1981 : fondation du club sous le nom de Jetyssou Taldykourgan
- 1993 : le club est renommé FK Taldykourgan
- 1993 : le club est renommé Kaïnar Taldykourgan
- 1998 : le club est renommé Jetyssou-Promservis Taldykourgan
- 1999 : le club est renommé Jetyssou Taldykourgan

## Bilan sportif

### Palmarès
| Compétitions nationales |
| --- |
| - Championnat du Kazakhstan : - Vice-champion : 2011. - Championnat du Kazakhstan D2 (2) : - Champion : 2006 et 2017. - Vice-champion : 1994. |

### Classements en championnat
La frise ci-dessous résume les classements successifs du club en championnat.

### Bilan par saison
Légende
- Vice-champion ou finaliste de la compétition.
- Promotion en division supérieure.
- Relégation en division inférieure.

| Saison | Championnat  | Championnat  | Championnat  | Championnat  | Championnat  | Championnat  | Championnat  | Championnat  | Championnat  | Championnat  | Coupe d'URSS        |
| Saison | Division     | Pos          | Pts          | J            | V            | N            | D            | BP           | BC           | Diff         | Coupe d'URSS        |
| ------ | ------------ | ------------ | ------------ | ------------ | ------------ | ------------ | ------------ | ------------ | ------------ | ------------ | ------------------- |
| 1981   | 3e Zone 7    | 16e          | 24           | 36           | 7            | 10           | 19           | 31           | 56           | -25          | —                   |
| 1982   | 3e Zone 8    | 8e           | 39           | 36           | 16           | 7            | 13           | 53           | 48           | +5           | —                   |
| 1983   | 3e Zone 8    | 6e           | 36           | 32           | 14           | 8            | 10           | 47           | 45           | +2           | —                   |
| 1984   | 3e Zone 8    | 13e          | 26           | 32           | 10           | 6            | 16           | 52           | 60           | -8           | —                   |
| 1985   | Club inactif | Club inactif | Club inactif | Club inactif | Club inactif | Club inactif | Club inactif | Club inactif | Club inactif | Club inactif | Club inactif        |
| 1986   | 3e Zone 8    | 9e           | 23           | 28           | 10           | 3            | 15           | 49           | 62           | -13          | —                   |
| 1987   | 3e Zone 8    | 12e          | 19           | 28           | 8            | 3            | 17           | 29           | 47           | -18          | —                   |
| 1988   | 3e Zone 8    | 15e          | 23           | 32           | 8            | 7            | 17           | 35           | 45           | -10          | —                   |
| 1989   | 3e Zone 8    | 15e          | 22           | 34           | 10           | 2            | 22           | 50           | 72           | -22          | —                   |
| 1990   | 4e Zone 8    | 2e           | 55           | 36           | 25           | 5            | 6            | 73           | 26           | +47          | —                   |
| 1991   | 3e Est       | 21e          | 24           | 42           | 9            | 6            | 27           | 44           | 96           | -52          | —                   |
| Saison | Championnat  | Championnat  | Championnat  | Championnat  | Championnat  | Championnat  | Championnat  | Championnat  | Championnat  | Championnat  | Coupe du Kazakhstan |
| Saison | Division     | Pos          | Pts          | J            | V            | N            | D            | BP           | BC           | Diff         | Coupe du Kazakhstan |
| 1992   | 1re          | 21e          | 27           | 18           | 8            | 3            | 7            | 32           | 20           | +12          | Seizièmes de finale |
| 1993   | 1re          | 25e          | 7            | 24           | 2            | 3            | 19           | 16           | 55           | -39          | Huitièmes de finale |
| 1994   | 2e           | 2e           | 59           | 36           | 26           | 7            | 3            | 64           | 21           | +43          | Seizièmes de finale |
| 1995   | 1re          | 6e           | 45           | 30           | 13           | 6            | 11           | 33           | 32           | +1           | Huitièmes de finale |
| 1996   | 1re          | 9e           | 48           | 34           | 14           | 6            | 14           | 35           | 40           | -5           | —                   |
| 1997   | 2e           | 5e           | 3            | 4            | 1            | 0            | 3            | 7            | 16           | -9           | Huitièmes de finale |
| 1998   | 2e           | 4e           | 0            | 3            | 0            | 0            | 3            | 2            | 14           | -12          | —                   |
| 1999   | 1re          | 15e          | 13           | 30           | 3            | 4            | 23           | 18           | 68           | -50          | —                   |
| 2000   | 1re          | 14e          | 14           | 28           | 4            | 2            | 22           | 15           | 73           | -58          | Huitièmes de finale |
| 2001   | 1re          | 14e          | 26           | 32           | 7            | 5            | 20           | 38           | 57           | -19          | Huitièmes de finale |
| 2001   | 1re          | 14e          | 26           | 32           | 7            | 5            | 20           | 38           | 57           | -19          | Huitièmes de finale |
| 2002   | 2e           | 5e           | 36           | 24           | 11           | 3            | 10           | 50           | 30           | +20          | Quarts de finale    |
| 2003   | 1re          | 8e           | 48           | 32           | 14           | 6            | 12           | 46           | 38           | +8           | Huitièmes de finale |
| 2004   | 1re          | 13e          | 40           | 36           | 11           | 7            | 18           | 34           | 55           | -21          | Quarts de finale    |
| 2005   | 1re          | 15e          | 19           | 30           | 4            | 7            | 19           | 28           | 60           | -22          | Quarts de finale    |
| 2006   | 2e           | 1er          | 76           | 26           | 25           | 1            | 0            | 119          | 14           | +105         | Huitièmes de finale |
| 2007   | 1re          | 5e           | 46           | 30           | 13           | 7            | 10           | 33           | 32           | +1           | Huitièmes de finale |
| 2008   | 1re          | 6e           | 41           | 30           | 11           | 8            | 11           | 28           | 27           | +1           | Quarts de finale    |
| 2009   | 1re          | 5e           | 44           | 26           | 13           | 5            | 8            | 33           | 26           | +7           | Demi-finales        |
| 2010   | 1re          | 7e           | 49           | 32           | 13           | 10           | 9            | 36           | 26           | +10          | Demi-finales        |
| 2011   | 1re          | 2e           | 38           | 32           | 19           | 5            | 8            | 51           | 27           | +24          | Seizièmes de finale |
| 2012   | 1re          | 12e          | 23           | 26           | 6            | 5            | 15           | 27           | 45           | -18          | Quarts de finale    |
| 2013   | 1re          | 9e           | 22           | 32           | 6            | 17           | 9            | 22           | 32           | -10          | Seizièmes de finale |
| 2014   | 1re          | 8e           | 25           | 32           | 10           | 8            | 14           | 21           | 31           | -10          | Seizièmes de finale |
| 2015   | 1re          | 11e          | 22           | 32           | 8            | 6            | 18           | 28           | 46           | -18          | Quarts de finale    |
| 2016   | 1re          | 12e          | 31           | 32           | 8            | 7            | 17           | 37           | 53           | -16          | Quarts de finale    |
| 2017   | 2e           | 1er          | 62           | 24           | 20           | 2            | 2            | 53           | 10           | +43          | Quarts de finale    |
| 2018   | 1re          | 6e           | 43           | 33           | 11           | 10           | 12           | 36           | 40           | -4           | Huitièmes de finale |
| 2019   | 1re          | 5e           | 56           | 33           | 16           | 8            | 9            | 45           | 25           | +20          | Huitièmes de finale |
| 2020   | 1re          | 6e           | 28           | 20           | 9            | 1            | 10           | 27           | 28           | -1           | —                   |
| 2021   | 1re          | 14e          | 16-3         | 26           | 5            | 4            | 17           | 23           | 47           | -24          | Phase de groupes    |
| 2022   | 2e           | 13e          | 52           | 26           | 17           | 4            | 5            | 57           | 23           | +34          | Phase de groupes    |
| 2023   | 1re          | 11e          | 29           | 26           | 8            | 5            | 13           | 27           | 38           | -11          | Huitièmes de finale |

### Bilan continental
Note : dans les résultats ci-dessous, le score du club est toujours donné en premier.
| Saison    | Compétition     | Tour           | Club            | Domicile | Extérieur | Total |
| --------- | --------------- | -------------- | --------------- | -------- | --------- | ----- |
| 2008      | Coupe Intertoto | Premier tour   | Budapest Honvéd | 1 - 2    | 2 - 4     | 3 - 6 |
| 2012-2013 | Ligue Europa    | Premier tour Q | Lech Poznań     | 1 - 1    | 0 - 2     | 1 - 3 |

Légende
- Victoire ou qualification pour le tour suivant
- Match nul
- Défaite ou élimination de la compétition

## Personnalités du club

### Présidents du club
- Yevgueni Nam

### Entraîneurs du club
- Vladimir Stepanov (2001)
- Vakhid Masoudov (2004)
- Igor Svetchnikov (2005)
- Ilie Carp (juillet 2008–septembre 2008)
- Youri Konkov (janvier 2010–septembre 2010)
- Serik Abdoualiev (janvier 2011-mai 2012)
- Slobodan Krčmarević (juin 2012-février 2013)
- Omari Tetradze (février 2013-septembre 2014)
- Askar Kozhabergenov (septembre 2014-avril 2015)
- Ivan Asovski (avril 2015-janvier 2016)
- Almas Koulshinbaïev (janvier 2016-décembre 2016)
- Dmitri Ogaï (décembre 2016-janvier 2021)
- Rinat Alyuetov (janvier 2021-décembre 2021)
- Kayrat Aymanov (depuis décembre 2021)